# Gunung Reulop
Gunung Reulop är ett berg i Indonesien.   Det ligger i provinsen Aceh, i den västra delen av landet, 1 600 km nordväst om huvudstaden Jakarta. Toppen på Gunung Reulop är 2 086 meter över havet.
Terrängen runt Gunung Reulop är bergig västerut, men österut är den kuperad.Runt Gunung Reulop är det glesbefolkat, med 8 invånare per kvadratkilometer. Det finns inga samhällen i närheten. I omgivningarna runt Gunung Reulop växer i huvudsak städsegrön lövskog.